# Boissy-lès-Perche
Pour les articles homonymes, voir Boissy.
Boissy-lès-Perche est une commune française située dans le département d'Eure-et-Loir en région Centre-Val de Loire.

## Géographie

### Situation
Boissy-lès-Perche est un village du Thymerais, situé à une heure et demie de Paris et à 45 minutes de Dreux. Il est limitrophe du département de l'Eure.

Situation géographique
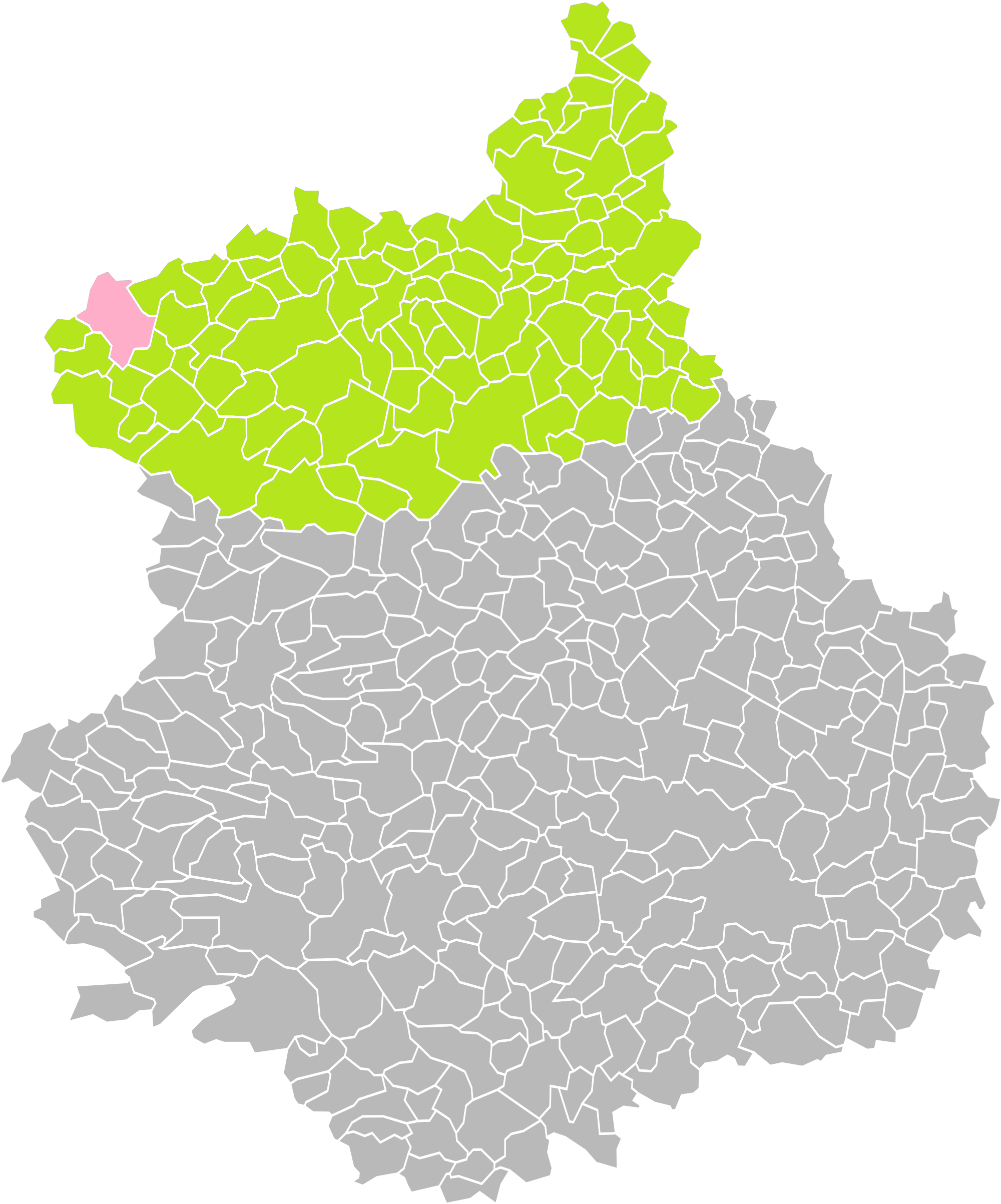
Boissy-lès-Perche dans son arrondisse- ment.
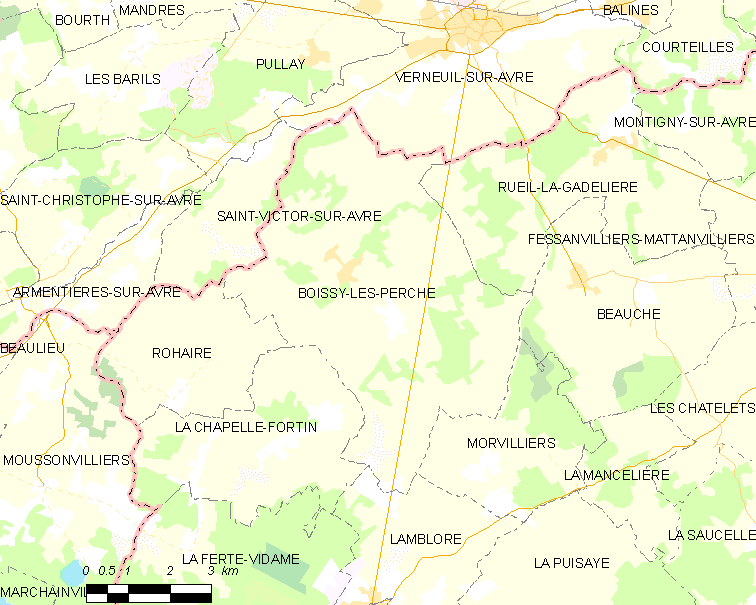
Carte de la commune de Boissy-lès-Perche.

### Communes limitrophes
| Saint-Victor-sur-Avre (Eure) | Verneuil d'Avre et d'Iton (comm. dél. de Verneuil-sur-Avre) (Eure) | Rueil-la-Gadelière |
| Saint-Victor-sur-Avre (Eure) | Boissy-lès-Perche                                                  | Beauche            |
| Rohaire La Chapelle-Fortin   | Lamblore                                                           | Morvilliers        |

### Climat
Pour des articles plus généraux, voir Climat du Centre-Val de Loire et Climat d'Eure-et-Loir.
En 2010, le climat de la commune est de type climat océanique dégradé des plaines du Centre et du Nord, selon une étude du CNRS s'appuyant sur une série de données couvrant la période 1971-2000. En 2020, Météo-France publie une typologie des climats de la France métropolitaine dans laquelle la commune est dans une zone de transition entre le climat océanique et le climat océanique altéré et est dans une zone de transition entre les régions climatiques « Sud-ouest du bassin Parisien » et « Normandie (Cotentin, Orne) ». 
Pour la période 1971-2000, la température annuelle moyenne est de 10,2 °C, avec une amplitude thermique annuelle de 14,3 °C. Le cumul annuel moyen de précipitations est de 713 mm, avec 11,5 jours de précipitations en janvier et 8 jours en juillet. Pour la période 1991-2020, la température moyenne annuelle observée sur la station météorologique de Météo-France la plus proche, sur la commune de Rueil-la-Gadelière à 7 km à vol d'oiseau, est de 10,7 °C et le cumul annuel moyen de précipitations est de 663,1 mm,. Pour l'avenir, les paramètres climatiques de la commune estimés pour 2050 selon différents scénarios d'émission de gaz à effet de serre sont consultables sur un site dédié publié par Météo-France en novembre 2022.

## Urbanisme

### Typologie
Au 1er janvier 2024, Boissy-lès-Perche est catégorisée commune rurale à habitat dispersé, selon la nouvelle grille communale de densité à 7 niveaux définie par l'Insee en 2022.
Elle est située hors unité urbaine. Par ailleurs la commune fait partie de l'aire d'attraction de Verneuil d'Avre et d'Iton, dont elle est une commune de la couronne,. Cette aire, qui regroupe 24 communes, est catégorisée dans les aires de moins de 50 000 habitants,.

### Occupation des sols
L'occupation des sols de la commune, telle qu'elle ressort de la base de données européenne d’occupation biophysique des sols Corine Land Cover (CLC), est marquée par l'importance des territoires agricoles (82,1 % en 2018), une proportion sensiblement équivalente à celle de 1990 (82,2 %). La répartition détaillée en 2018 est la suivante : 
terres arables (78,8 %), forêts (16,9 %), zones agricoles hétérogènes (2,4 %), zones urbanisées (1 %), prairies (1 %). L'évolution de l’occupation des sols de la commune et de ses infrastructures peut être observée sur les différentes représentations cartographiques du territoire : la carte de Cassini (XVIIIe siècle), la carte d'état-major (1820-1866) et les cartes ou photos aériennes de l'IGN pour la période actuelle (1950 à aujourd'hui).

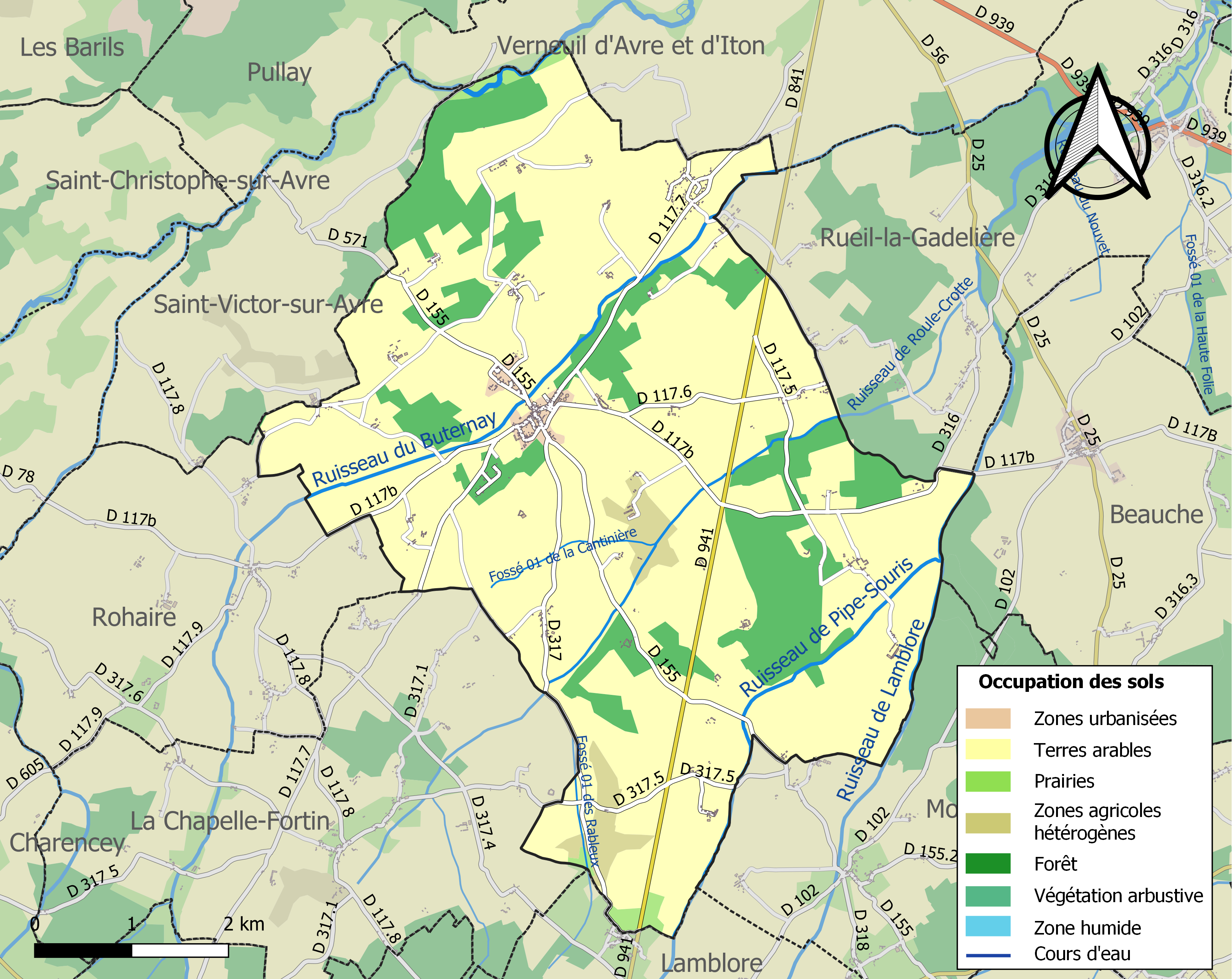
Carte des infrastructures et de l'occupation des sols de la commune en 2018 (CLC).

### Risques majeurs
Le territoire de la commune de Boissy-lès-Perche est vulnérable à différents aléas naturels : météorologiques (tempête, orage, neige, grand froid, canicule ou sécheresse), inondations, mouvements de terrains et séisme (sismicité très faible). Il est également exposé à un risque technologique, le transport de matières dangereuses. Un site publié par le BRGM permet d'évaluer simplement et rapidement les risques d'un bien localisé soit par son adresse soit par le numéro de sa parcelle.

#### Risques naturels
Certaines parties du territoire communal sont susceptibles d’être affectées par le risque d’inondation par débordement de cours d'eau, notamment le ruisseau de Lamblore, l'Avre, le Buternay et le ruisseau de Pipe-Souris. La commune a été reconnue en état de catastrophe naturelle au titre des dommages causés par les inondations et coulées de boue survenues en 1993, 1995, 1999 et 2001,.

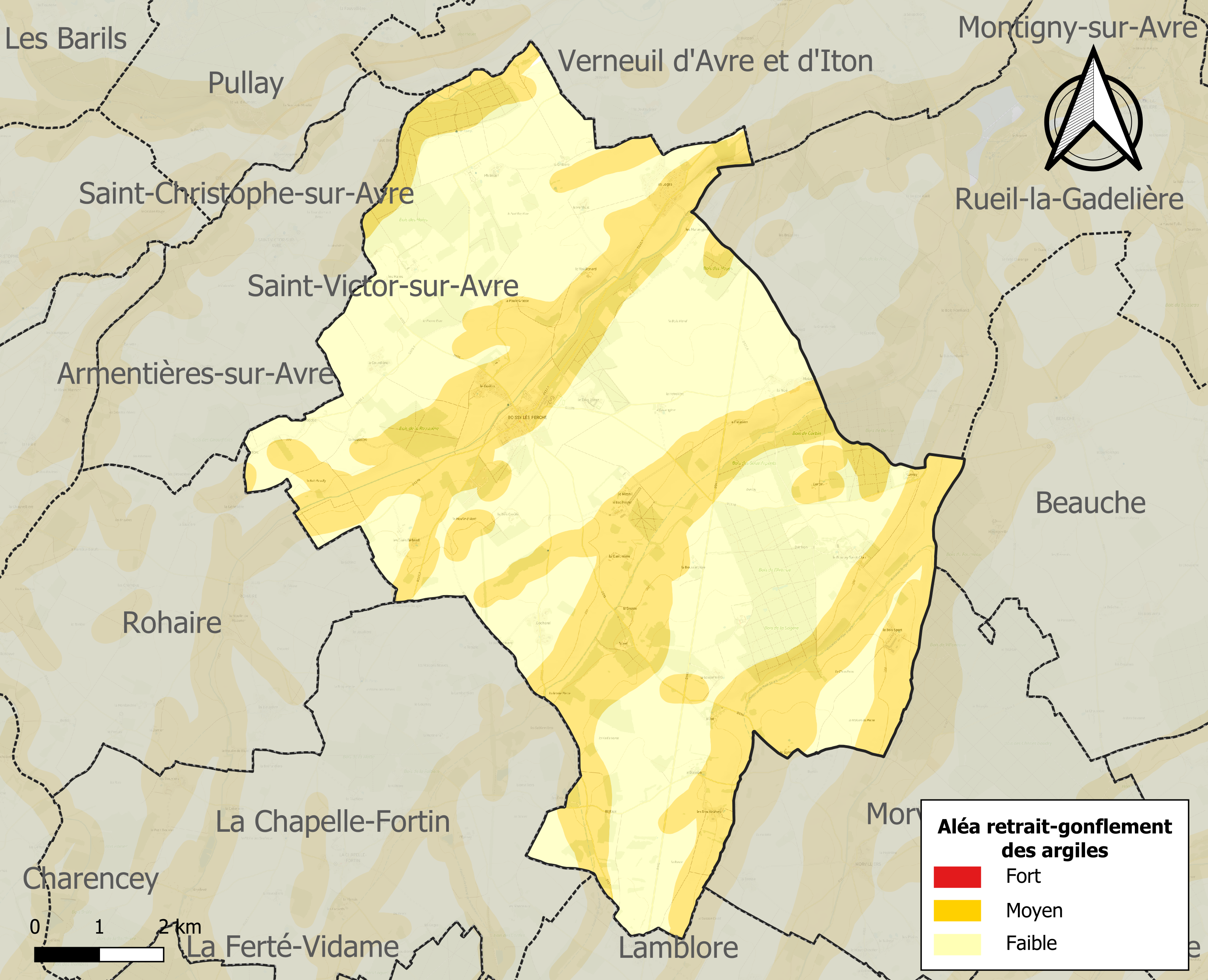
Carte des zones d'aléa retrait-gonflement des sols argileux de Boissy-lès-Perche.

Les mouvements de terrains susceptibles de se produire sur la commune sont des affaissements et effondrements liés aux cavités souterraines. L'inventaire national des cavités souterraines permet de localiser celles situées sur la commune.
Le retrait-gonflement des sols argileux est susceptible d'engendrer des dommages importants aux bâtiments en cas d’alternance de périodes de sécheresse et de pluie. 44,2 % de la superficie communale est en aléa moyen ou fort (52,8 % au niveau départemental et 48,5 % au niveau national). Sur les 294 bâtiments dénombrés sur la commune en 2019, 161 sont en aléa moyen ou fort, soit 55 %, à comparer aux 70 % au niveau départemental et 54 % au niveau national. Une cartographie de l'exposition du territoire national au retrait gonflement des sols argileux est disponible sur le site du BRGM,.
Concernant les mouvements de terrains, la commune a été reconnue en état de catastrophe naturelle au titre des dommages causés par des mouvements de terrain en 1999.

#### Risques technologiques
Le risque de transport de matières dangereuses sur la commune est lié à sa traversée par des infrastructures routières ou ferroviaires importantes ou la présence d'une canalisation de transport d'hydrocarbures. Un accident se produisant sur de telles infrastructures est en effet susceptible d’avoir des effets graves au bâti ou aux personnes jusqu’à 350 m, selon la nature du matériau transporté. Des dispositions d’urbanisme peuvent être préconisées en conséquence.

## Toponymie
Jusqu'en 1924, la commune se nommait « Boissy-le-Sec », d'où une confusion possible avec Boissy-le-Sec, commune du même nom située dans l'Essonne. Par décret du 26 mars 1924, paru au Journal officiel du 11 avril 1924, Boissy-le-Sec (Eure-et-Loir) est devenu Boissy-lès-Perche, nom donné en raison de la proximité (lès = latus, à côté) avec l'ancienne province du Perche qui jouxte le territoire communal.
Le nom de la localité est attesté sous les formes Buxetum en 949, Buxidum vers 1080 (cart. de Saint-Père-en-Vallée), Buisseium Siccum vers 1250 (pouillé), Boueissy le Sec en 1409, Bouici le Seq en 1410 (ch. du pr. de la Chartreuse du Val-Dieu), Boecy le Secq en 1538 (ch. de l’abbaye de Saint-Vincent-aux-Bois).
« Le-Sec », complément de nom historique, désigne un sol sensible à la sécheresse. Cette situation résulte d’un contexte géologique attesté par tous les experts consultés au cours du XXe siècle. Le plateau où s’inscrit le territoire de Boissy, d’une altitude de 190 à 210 mètres est constitué d’une couche mince et irrégulière de limon sous lequel affleure une couche d’argile à silex, aussi appelée « bief à silex » d’une épaisseur de 15 à 35 mètres. La couche profonde est composée de craie marneuse du Turonien.

## Histoire
Un des monuments les plus anciens du village se nomme La Pierre Bise. À son existence paraissent attachées diverses légendes et culte issus du paganisme qui incitèrent les évangélisateurs à abattre cette pierre aujourd'hui à terre et brisée en deux. Jusqu'au siècle dernier pourtant, elle était considérée comme une pierre « qui chante », plus exactement qui tinte la nuit ou par temps de brouillard.
Située sous l'Ancien Régime dans la province du Thymerais, Boissy-lès-Perche s'est trouvée intégrée dans les possessions des ducs d'Alençon, comtes du Perche.
La commune est remarquable par son patrimoine.
Dans le bourg, on peut admirer l'église Saint-Pierre, le presbytère (fin XVIIe siècle) ainsi que la Maison Ganivet, belle demeure édifiée sous le Directoire. Neuf châteaux et manoirs sont situés sur le territoire communal, issus pour l'essentiel d'anciennes seigneuries établies au Moyen Âge afin de surveiller la frontière du royaume de France et de la Normandie. Ces lieux remarquables ont pour nom : Bizot, le Bois-Josse, le Boulay-Saint-Clair, la Courangère, la Cour Pétral (ancien monastère), les Haies, le Mesnil, Philmain, Sorel.
La commune est traversée par la route de La Ferté-Vidame à Verneuil construite entre 1769 et 1775 sous l'influence de Jean-Joseph de Laborde qui fait alors reconstruire le château de La Ferté-Vidame.

## Politique et administration

### Liste des maires
| Période    | Période  | Identité             | Étiquette | Qualité                                                     |
| ---------- | -------- | -------------------- | --------- | ----------------------------------------------------------- |
| 1945       | 1949     | Pierre Lefebure      | DVD       | Conseiller général du canton de La Ferté-Vidame (1927-1956) |
| 1949       | 1955     | Norbert Canuel       |           |                                                             |
| 1955       | 1959     | Gaston Cochery       |           |                                                             |
| 1959       | 1968     | Gaston Goussard      | UDR       | Conseiller général du canton de La Ferté-Vidame (1956-1973) |
| 1968       | 2014     | Jean-Pierre Guérin   |           |                                                             |
| avril 2014 | En cours | Christophe Lefébure, |           | Ancien cadre                                                |

## Population et société

### Démographie
L'évolution du nombre d'habitants est connue à travers les recensements de la population effectués dans la commune depuis 1793. Pour les communes de moins de 10 000 habitants, une enquête de recensement portant sur toute la population est réalisée tous les cinq ans, les populations de référence des années intermédiaires étant quant à elles estimées par interpolation ou extrapolation. Pour la commune, le premier recensement exhaustif entrant dans le cadre du nouveau dispositif a été réalisé en 2005.

En 2022, la commune comptait 495 habitants, en évolution de −1,2 % par rapport à 2016 (Eure-et-Loir : −0,23 %, France hors Mayotte : +2,11 %).
| 1793 | 1800 | 1806 | 1821 | 1831 | 1836 | 1841 | 1846 | 1851 |
| ---- | ---- | ---- | ---- | ---- | ---- | ---- | ---- | ---- |
| 686  | 582  | 668  | 582  | 488  | 586  | 573  | 559  | 553  |

| 1856 | 1861 | 1866 | 1872 | 1876 | 1881 | 1886 | 1891 | 1896 |
| ---- | ---- | ---- | ---- | ---- | ---- | ---- | ---- | ---- |
| 611  | 648  | 666  | 587  | 600  | 592  | 613  | 610  | 644  |

| 1901 | 1906 | 1911 | 1921 | 1926 | 1931 | 1936 | 1946 | 1954 |
| ---- | ---- | ---- | ---- | ---- | ---- | ---- | ---- | ---- |
| 638  | 662  | 677  | 609  | 614  | 633  | 590  | 598  | 534  |

| 1962 | 1968 | 1975 | 1982 | 1990 | 1999 | 2005 | 2006 | 2010 |
| ---- | ---- | ---- | ---- | ---- | ---- | ---- | ---- | ---- |
| 513  | 474  | 418  | 507  | 513  | 534  | 525  | 521  | 511  |

| 2015 | 2020 | 2022 | - | - | - | - | - | - |
| ---- | ---- | ---- | - | - | - | - | - | - |
| 506  | 480  | 495  | - | - | - | - | - | - |

### Enseignement
L'école René Borg située sur la commune est divisée en 2 bâtiments :
- l'école des « petits », qui accueille les élèves de petite section de maternelle au cours préparatoire (CP) ;

- l'école des « grands », qui accueille les élèves du cours élémentaire 1re année (CE1) au cours moyen 2e année (CM2).

## Économie
La commune est dotée d'un bar restaurant, « Le Clos du Perche », qui accueille également un commerce multi-services et des chambres d'hôtes. 

Une agence communale de la Poste est également présente.

## Culture locale et patrimoine

### Lieux et monuments

#### Église Saint-Pierre

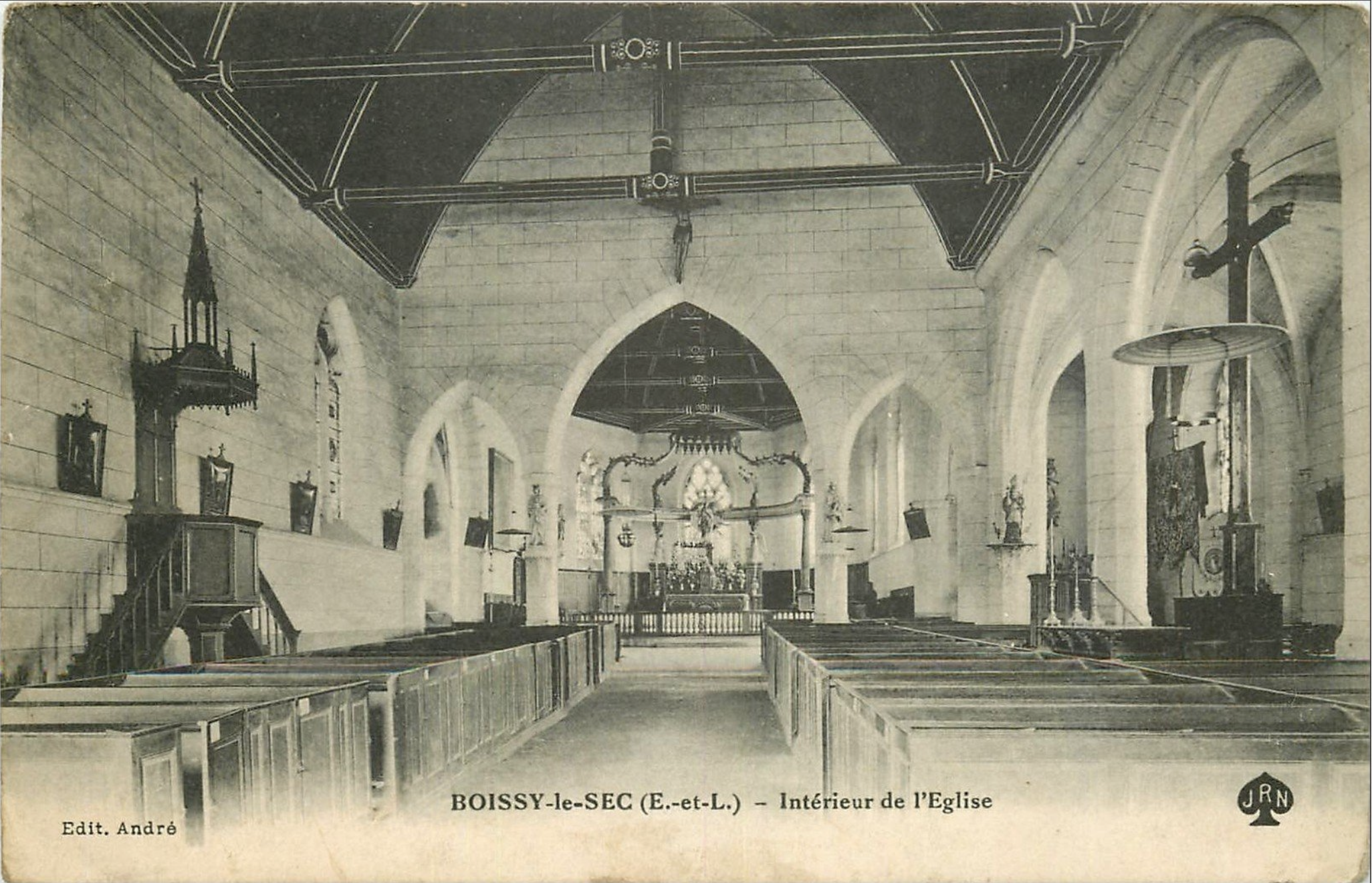
Intérieur de l'église Saint-Pierre, carte postale de 1912.

Sa construction date des XVe et XVIe siècles. Les vitraux des verrières n° 1, 4 et 6 sont classés monuments historiques au titre objet depuis 1908.
- Verrière n° 1 : vers 1515, XIXe siècle.
  - Composition : 2 lancettes trilobées, tympan à 7 ajours. Hauteur : 2,60 m ; largeur 1 m.
  - Lancettes : Noces de Cana, peint par Duhamel-Marette, peintre verrier à Évreux.
  - Tympan : fragments de scènes de la passion, vers 1515.
  - 2 ajours inférieurs : arrestation de Jésus Christ au Jardin des Oliviers.
  - Ajour supérieur : Pilate s’en lave les mains.
- Verrière n° 4 : vers 1515, 1903.
  - Composition : 2 lancettes trilobées, tympan à 3 ajours. Hauteur : 3 m ; largeur 1,20 m.
  - Lancettes : Sainte Honorine. Saint René. Vitrail peint par Mauraire, peintre verrier à Évreux.
  - Têtes de lancette : Couronnement d’architecture XVIe siècle en grisaille et jaune d’argent.
  - Tympan : soufflet représentant la Résurrection, XVIe siècle, le corps de Jésus restauré au XIXe siècle.
- Verrière n° 6 : vers 1515.
  - Composition : 2 lancettes trilobées, tympan à 3 ajours. Hauteur : 3 m ; largeur 1,20 m.
  - Têtes de lancette : couronnement d’architecture XVIe siècle, avec des têtes dans les médaillons ovales.
  - Soufflet : La Force devant des éléments d’architecture XVIe siècle, fragment d’inscription.

### Autres lieux et monuments
- La Cour Pétral

- Le château de la Courangère ;
- Le château du Boulay Saint-Clair et sa chapelle ;
- Un monument en l'honneur des chevaux morts pendant les guerres et au service des hommes est présent dans le cimetière ;
- Center Parcs, situé sur la commune des Barils à côté de Verneuil-sur-Avre dans le département de l'Eure.

### Personnalités liées à la commune
- Auguste Jean Lamy, secrétaire des Commandements de S.A.R Mme Adélaïde d'Orléans, sœur de Louis Philippe, décédé au château de la Courangère en 1874[27] :
- Pierre Lefébure (château du Boulay-Saint-Clair), maire de 1912 à 1949, conseiller général du canton de La Ferté-Vidame de 1920 à 1956, vice-président du conseil général d'Eure-et-Loir.